# Kiedrich
Kiedrich is een gemeente in de Duitse deelstaat Hessen, en maakt deel uit van de Rheingau-Taunus-Kreis.
Kiedrich telt 4.075 inwoners.

## Link
- Kiedrich met inwoner en zanger Andreas Scholl AVRO

Aarbergen ·
Bad Schwalbach ·
Eltville am Rhein ·
Geisenheim ·
Heidenrod ·
Hohenstein ·
Hünstetten ·
Idstein ·
Kiedrich ·
Lorch ·
Niedernhausen ·
Oestrich-Winkel ·
Rüdesheim am Rhein ·
Schlangenbad ·
Taunusstein ·
Waldems ·
Walluf